# Chromel
Chromel è il nome commerciale di una lega a base di nichel, usata principalmente come polo positivo nelle termocoppie di tipo K, abbinato all'Alumel.
Una variante del Chromel (il Chromel-R ) è stata utilizzata dalle Litton Industries come strato più esterno nella realizzazione di alcune zone delle tute spaziali del programma Apollo. In particolare è stato utilizzato per rivestire le zone in cui era necessaria una elevata resistenza alla abrasione (ad esempio per i guanti e per parte degli scarponcini)